# Années 1980 av. J.-C.
Les années 1980 av. J.-C. couvrent les années de 1989 av. J.-C. à 1980 av. J.-C.

## Évènements
- 1984 av. J.-C.[1] : début du règne de Shu-ilishu, roi d’Isin (fin en -1975). Il ramène d’Élam la statue du dieu d’Ur, le dieu-lune Nanna/Sîn[2].